# USSOCOM
United States Special Operations Command eller blot USSOCOM er et kommandocenter for fælles operationer mellem specialstyrkekommandoer i de forskellige værn i USA's forsvar. Kommandoens opgave er at fremme kommunikation og koordination imellem de mange amerikanske specialstyrker, f.eks. Navy SEALs, Special Forces,  Delta Force (ell. 1 SFOD-D), Army Rangers og deres respektive kommandoer. Kommandoen er en del af Forsvarsministeriet (USA). USSOCOM har 5 enheder under sig: United States Army Special Operations Command (USASOC), United States Air Force Special Operations Command (AFSOC), United States Naval Special Warfare Command (NAVSPECWARCOM), United States Marine Corps Forces Special Operations Command (MARSOC) og United States Armed Forces.
| Militær | Spire Denne artikel om militær er en spire som bør udbygges. Du er velkommen til at hjælpe Wikipedia ved at udvide den. |